# Dom Placide Porcheron
Dom David-Placide Porcheron (1652-1690) est un bénédictin de Saint-Maur, historien et géographe.

## Biographie
Né à Châteauroux (Indre), il est religieux bénédictin de la Congrégation de Saint-Maur, bibliothécaire de l’abbaye de Saint-Germain-des-Prés à Paris.
Il s’est distingué au XVIIe par la grande connaissance qu’il avait des langues, de l’histoire et de la géographie, ainsi que de la généalogie et des médailles. Il écrivait aussi facilement en latin et français.

## Ouvrages
Parmi ses ouvrages :
- Histoire manuscrite de Saint-Lucien de Beauvais, par Dom Placide Porcheron
- Maximes pour l’éducation d’un jeune seigneur, 1690, in-12°.
- Traduction des Instructions de l’empereur Basile le Macédonien, pour Léon son fils et la Vie de ces deux princes.
- Édition de la Géographie de l’Anonyme de Ravenne (Géographie de Guido), 1688 ;  avec Notes, Paris, 1694.
- Nouvelle édition de Saint-Hilaire, manuscrit.
- Histoire de l'Abbaye Royale de Chelles, en 3 vol., manuscrit.